# Eparchia di Kinešma

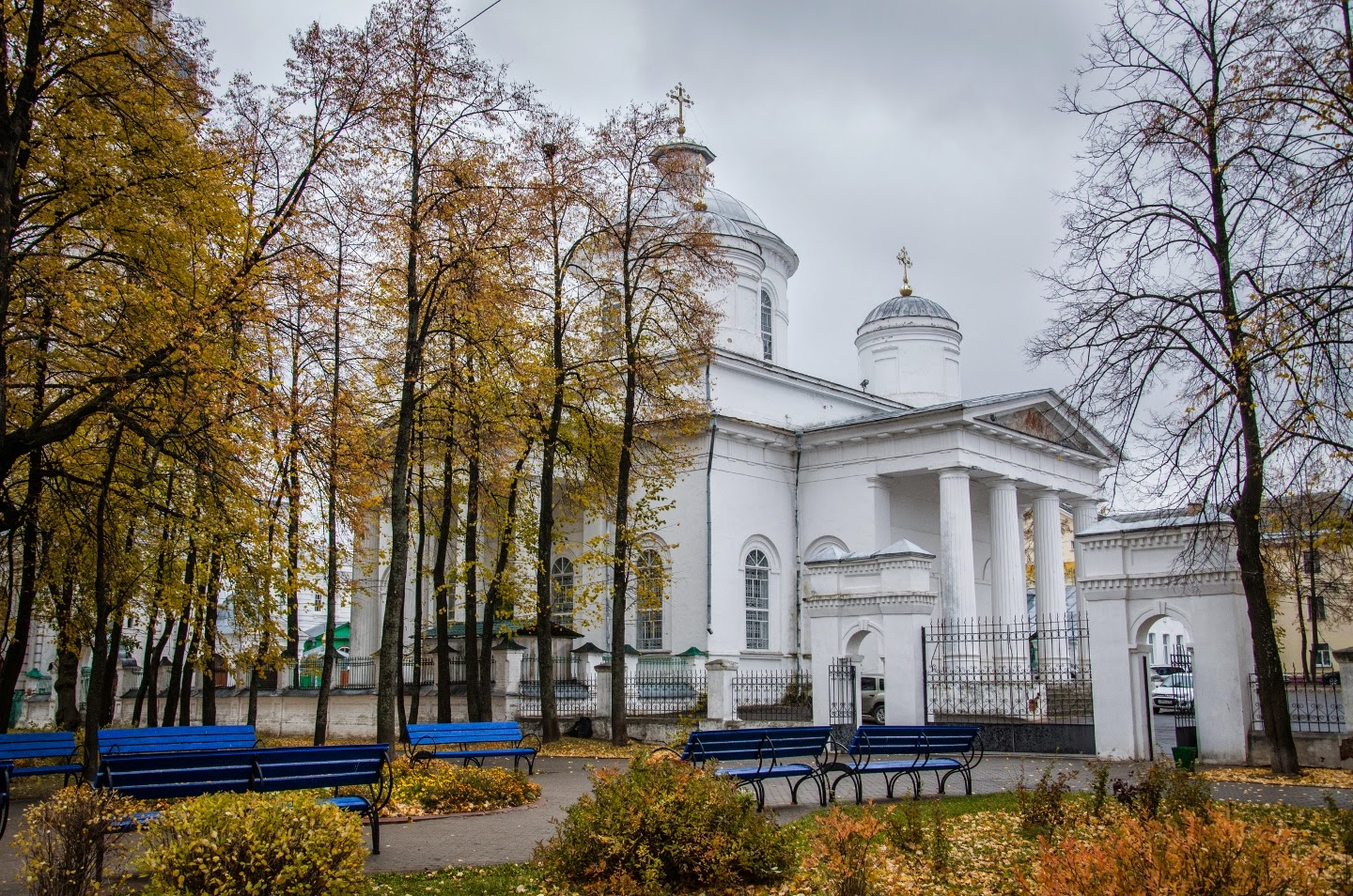
La cattedrale della Resurrezione della Trinità di Kinešma.

L'eparchia di Kinešma (in russo Кинешемская епархия?) è una diocesi della Chiesa ortodossa russa, appartenente alla metropolia di Ivanovo.

## Territorio
L'eparchia comprende le città di Zavolžsk, Kinešma, Pučež, Rodniki e Jur'evec e i rajon Verchnelandechovskij, Zavolžskij, Kinešemskij, Luchskij, Palechskij, Pestjakovskij, Pučežskij, Rodnikovskij e Jur'eveckij nella oblast' di Ivanovo nel circondario federale centrale.
Sede eparchiale è la città di Kinešma, dove si trova la cattedrale della Resurrezione della Trinità.
L'eparca ha il titolo ufficiale di «eparca di Kinešma e Palech».

## Storia
L'eparchia è stata eretta dal Santo Sinodo della Chiesa ortodossa russa il 7 giugno 2012, ricavandone il territorio dall'eparchia di Ivanovo-Voznesensk.